# Margaret, Countess of Pembroke
Margaret, Countess of Pembroke, född 1346, död 1361, var en engelsk prinsessa, dotter till kung Edvard III av England och Filippa av Hainault, och gift 1359 med John Hastings, 2nd Earl of Pembroke. Hon var trolovad med Albert III av Österrike och med Johan av Blois innan hennes föräldrar beslöt att gifta bort henne inom den engelska adeln istället. Hon avled vid femton års ålder av okänd orsak.  